# ABA Liga 2008-09
La ABA Liga 2008-09 fue la octava edición de la ABA Liga, competición que reunió a 14 equipos de Serbia, Croacia, Eslovenia, Montenegro y Bosnia Herzegovina. El campeón fue, por tercera ocasión consecutiva, el equipo serbio del KK Partizan. La competición regresó al formato de final four que se usó por última vez en la temporada 2003-04, prescindiendo de una eliminatoria previa.

## Equipos participantes
| Serbia               | 5 |                     |            |                                         |
| Serbia               | 5 | Partizan            | Belgrado   | Pionir Hall (8,150)                     |
| Serbia               | 5 | Hemofarm STADA      | Vršac      | Millennium Center (5,000)               |
| Serbia               | 5 | Crvena zvezda       | Belgrado   | Pionir Hall (8,150)                     |
| Serbia               | 5 | FMP Železnik        | Belgrade   | Železnik Hall (3,000)                   |
| Serbia               | 5 | Vojvodina Srbijagas | Novi Sad   | SPC Vojvodina (8000)                    |
| Croacia              | 4 |                     |            |                                         |
| Croacia              | 4 | Cibona              | Zagreb     | Dražen Petrović Basketball Hall (5,400) |
| Croacia              | 4 | Zadar               | Zadar      | Krešimir Ćosić Hall (9,200)             |
| Croacia              | 4 | Zagreb CO           | Zagreb     | Trnsko (2,000)                          |
| Croacia              | 4 | Split CO            | Split      | Arena Gripe (6,000)                     |
| Eslovenia            | 3 |                     |            |                                         |
| Eslovenia            | 3 | Union Olimpija      | Ljubljana  | Hala Tivoli (6,000)                     |
| Eslovenia            | 3 | Helios              | Domžale    | Dvorana Komunalnega centra (2,180)      |
| Eslovenia            | 3 | Krka                | Novo mesto | Leon Štukelj Hall (2,000)               |
| Bosnia y Herzegovina | 1 |                     |            |                                         |
| Bosnia y Herzegovina | 1 | Bosna ASA BHT       | Sarajevo   | Dvorana Mirza Delibašić (6,500)         |
| Montenegro           | 1 |                     |            |                                         |
| Montenegro           | 1 | Budućnost           | Podgorica  | Morača Sports Center (4,570)            |

## Temporada regular

### Clasificación
|    | Equipo              | G  | P  | Pts. | PF:PC     | Dif  |
| -- | ------------------- | -- | -- | ---- | --------- | ---- |
| 1  | Partizan            | 23 | 3  | 49   | 1966:1771 | 195  |
| 2  | Cibona              | 19 | 7  | 45   | 2088:1945 | 143  |
| 3  | Hemofarm STADA      | 19 | 7  | 45   | 2082:1987 | 95   |
| 4  | Crvena zvezda       | 19 | 7  | 45   | 2010:1913 | 97   |
| 5  | Zadar               | 17 | 9  | 43   | 2139:1935 | 204  |
| 6  | Budućnost m:tel     | 15 | 11 | 41   | 2017:1972 | 45   |
| 7  | Bosna ASA BHT       | 11 | 15 | 37   | 2025:2062 | -37  |
| 8  | FMP Železnik        | 10 | 16 | 36   | 2071:2094 | -23  |
| 9  | Union Olimpija      | 10 | 16 | 36   | 1981:1999 | -18  |
| 10 | Split CO            | 10 | 16 | 36   | 1899:2014 | -115 |
| 11 | Krka                | 9  | 17 | 35   | 1897:2041 | -144 |
| 12 | Helios              | 8  | 18 | 34   | 1897:2010 | -113 |
| 13 | Zagreb CO           | 8  | 18 | 34   | 1983:2100 | -117 |
| 14 | Vojvodina Srbijagas | 4  | 22 | 30   | 1967:2179 | -212 |

|  | Clasificados para la Final four   |
|  | No disputa la siguiente temporada |

## Final four
Partidos disputados en el Belgrade Arena de Belgrado, Serbia
|  | Semifinales 16 de abril | Semifinales 16 de abril | Semifinales 16 de abril |        |    | Final 18 de abril | Final 18 de abril | Final 18 de abril |  |
|  |                         |                         |                         |        |    |                   |                   |                   |  |
|  |                         |                         |                         |        |    |                   |                   |                   |  |
|  | 1                       | Partizan                | 64                      |        |    |                   |                   |                   |  |
|  | 1                       | Partizan                | 64                      |        |    |                   |                   |                   |  |
|  | 4                       | Crvena zvezda           | 58                      |        |    |                   |                   |                   |  |
|  | 4                       | Crvena zvezda           | 58                      |        | 1  | Partizan          | 63                |                   |  |
|  |                         |                         |                         |        | 1  | Partizan          | 63                |                   |  |
|  |                         |                         | 2                       | Cibona | 49 |                   |                   |                   |  |
|  | 2                       | Cibona                  | 2                       | Cibona | 49 | 77                |                   |                   |  |
|  | 2                       | Cibona                  |                         |        |    | 77                |                   |                   |  |
|  | 3                       | Hemofarm STADA          | 65                      |        |    |                   |                   |                   |  |
|  | 3                       | Hemofarm STADA          | 65                      |        |    |                   |                   |                   |  |
|  |                         |                         |                         |        |    |                   |                   |                   |  |

### Semifinales

#### Partizan vs. Crvena zvezda
| 16 de abril | Partizan                                                   | 64–58                                 | Crvena zvezda                                  | |  |
| 20:45 CET   | Parciales: 13-11, 18-12, 15-15, 18-20                      | Parciales: 13-11, 18-12, 15-15, 18-20 | Parciales: 13-11, 18-12, 15-15, 18-20          | |  |
|             | Estadísticas Tepić 14 Veličković, Vesely, Vraneš 7 Tepić 4 | Reporte Pts Reb Asts                  | Estadísticas Kikanović 15 Roberts 8 Marković 4 | Pabellón: Belgrade Arena, Belgrado Asistencia: 10,750 espectadores Árbitros: Muhvić (CRO), Jovčić (SRB), Herceg (CRO) |  |

#### Cibona vs. Hemofarm STADA
| 16 de abril | Cibona                                      | 77–65                                 | Hemofarm STADA                                     | |  |
| 18:15 CET   | Parciales: 24-11, 20-21, 21-17, 12-16       | Parciales: 24-11, 20-21, 21-17, 12-16 | Parciales: 24-11, 20-21, 21-17, 12-16              | |  |
|             | Estadísticas Anderson 24 Homan 8 Anderson 4 | Reporte Pts Reb Asts                  | Estadísticas Vukosavljević 18 Božović 6 Pavković 4 | Pabellón: Belgrade Arena, Belgrado Asistencia: 3,500 espectadores Árbitros: Pukl (SLO), Boltauzer (SLO), Javor (SLO) |  |

### Final
| 18 de abril | Partizan                                         | 63–49                              | Cibona                                         | |  |
| 20:45 CET   | Parciales: 17-9, 21-18, 9-16, 16-6               | Parciales: 17-9, 21-18, 9-16, 16-6 | Parciales: 17-9, 21-18, 9-16, 16-6             | |  |
|             | Estadísticas Veličković, 17 Veličković 8 Tepić 5 | Reporte Pts Reb Asts               | Estadísticas Anderson 22 Calloway 7 Anderson 4 | Pabellón: Belgrade Arena, Belgrado Asistencia: 13,328 espectadores Árbitros: Pukl (SLO), Šutulović (MNE), Kolar (SLO) |  |

| Campeón de la Liga ABA 2008–09 |
| ------------------------------ |
| Partizan 3er título            |

## Líderes estadísticos
Al término de la temporada regular.

### Valoración
| Pos | Nombre            | Equipo   | Partidos | Valoración | PIR   |
| --- | ----------------- | -------- | -------- | ---------- | ----- |
| 1.  | Ante Tomić        | Zagreb   | 538      | 24         | 22,42 |
| 2.  | Dragan Labović    | FMP      | 508      | 26         | 19,54 |
| 3.  | Todor Gečevski    | Zadar    | 484      | 26         | 18,62 |
| 4.  | Novica Veličković | Partizan | 457      | 26         | 17,58 |
| 5.  | Eddie Shannon     | Split    | 439      | 26         | 16,88 |

### Puntos
| Pos | Nombre            | Equipo       | Games | Puntos | PPP   |
| --- | ----------------- | ------------ | ----- | ------ | ----- |
| 1.  | Dragan Labović    | FMP Železnik | 467   | 26     | 17,96 |
| 2.  | Eddie Shannon     | Split        | 406   | 26     | 15,62 |
| 3.  | Nicholas Jacobson | Helios       | 390   | 25     | 15,60 |
| 4.  | Richard Shields   | Krka         | 388   | 25     | 15,52 |
| 5.  | Ante Tomić        | Zagreb       | 371   | 24     | 15,46 |

### Rebotes
| Pos | Nombre              | Equipo       | Partidos | Rebotes | RPP  |
| --- | ------------------- | ------------ | -------- | ------- | ---- |
| 1.  | Ante Tomić          | Zagreb       | 206      | 24      | 8,58 |
| 2.  | Todor Gečevski      | Zadar        | 204      | 26      | 7,85 |
| 3.  | Novica Veličković   | Partizan     | 180      | 26      | 6,92 |
| 4.  | Dejan Ivanov        | Zadar        | 151      | 22      | 6,86 |
| 5.  | Predrag Samardžiski | FMP Železnik | 178      | 26      | 6,85 |

### Asistencias
| Pos | Nombre           | Equipo       | Partidos | Asistencias | APP  |
| --- | ---------------- | ------------ | -------- | ----------- | ---- |
| 1.  | Rok Stipčević    | Zadar        | 117      | 26          | 4,50 |
| 2.  | Dušan Djordjević | Bosna        | 116      | 26          | 4,46 |
| 3.  | Eddie Shannon    | Split        | 111      | 26          | 4,27 |
| 4.  | Jure Močnik      | Helios       | 98       | 26          | 3,77 |
| 5.  | Filip Čović      | FMP Železnik | 73       | 21          | 3,48 |

Fuente: ABA League Individual Statistics 